# 阻力发散马赫数
阻力发散马赫数（英語：drag divergence Mach number）是指当飞行器的马赫数达到该马赫数后阻力开始急剧增大，此时阻力系数可达低速时的十倍以上。
通常阻力发散马赫数大于0.6，属跨音速效应。同时，阻力发散马赫数一定大于临界马赫数。
一般而言，阻力系数会在马赫数为1左右达到最大值，进入超音速后在马赫数约为1.2时开始下降。
對於一族的螺旋槳翼型，阻力發散馬赫數 Mdd 可以用Korn's relation 求得:
{\displaystyle M_{\text{dd}}+{\frac {1}{10}}c_{l,{\text{design}}}+{\frac {t}{c}}=K,}
其中
{\displaystyle M_{\text{dd}}} 是阻力發散馬赫數,
{\displaystyle c_{l,{\text{design}}}} 是翼型中特定某一段的升力係數,
t 是給定翼型段的厚度,
c 是給定翼型段的翼弦長,
{\displaystyle K} 是藉由計算流體力學分析 (CFD analysis) 給予的一個係數:
K = 0.87 可以用在傳統翼型 (NACA 6系列),
K = 0.95 則可以用在超臨界翼型